# 박경배
박경배(한국 한자: 朴敬拜, 2001년 2월 15일 ~ )는 대한민국의 축구 선수로, 포지션은 공격수이다. 현재 서울 이랜드 소속이다.